# Mark Muñoz
Mark Kenery Muñoz (Yokosuka, 19 febbraio 1978) è un ex lottatore di arti marziali miste statunitense di origini filippine. Ha lottato per la Ultimate Fighting Championship nella divisione dei pesi medi.
Muñoz è conosciuto per la sua abilità nella lotta libera e nel ground and pound.

## Carriera nelle arti marziali miste

### World Extreme Cagefighting
Muñoz fa il suo debutto nella WEC il 1º giugno 2008 alla ARCO Arena a Sacramento, California, sconfiggendo Chuck Grigsby per TKO (pugni) al minuto 4.15 del primo round. Nel successivo incontro, l'ultimo nella WEC a causa della fusione con l'UFC, batte Ricardo Barros nell'evento di fine anno della federazione per knockout.

### Ultimate Fighting Championship
Il debutto nella nuova federazione, a UFC 96, coincide con la prima sconfitta in carriera ad opera di Matt Hamill durante il primo round. In seguito alle stop, Mark rimane per qualche minuto disteso nell'ottagono, uscendone alla fine con un collare al collo.
Il 29 agosto 2009, ad UFC 102, Muñoz si rifà della prima sconfitta e risponde alle critiche vincendo un combattimento equilibrato per decisione di maggioranza (28–29, 30–27 and 29–28) contro Nick Catone.
Il 2 gennaio 2010, ad UFC 108, Muñoz affronta e sconfigge il veterano delle MMA Ryan Jensen per sottomissione (pugni) dopo 2.30 minuti del primo round mostrando al pubblico un feroce ground and pound. In seguito il 10 aprile 2010, ad UFC 112, sconfigge il vincitore della terza edizione del reality The Ultimate Fighter Kendall Grove vincendo per la prima volta il premio per il Fight of the Night.
La seconda sconfitta in carriera avviene il primo agosto 2010 a UFC Live: Jones vs. Matyushenko dove perde per decisione non unanime contro Yushin Okami. In questo match, Muñoz non riesce ad usare il suo famigerato ground and pound a causa dell'abilità di Okami di difendersi dai suoi takedown.
Il 20 novembre 2010 Mark batte Aaron Simpson a UFC 123 per decisione unanime dopodiché arriva un'altra vittoria contro il finalista di Ultimate Figher 7, C.B. Dollaway a UFC Live: Sanchez vs. Kampmann il 3 marzo 2011 con Muñoz che manda al tappeto l'avversario con un destro seguito dal ground and pound per assicurarsi la vittoria.
L'11 giugno Muñoz supera Demian Maia per decisione unanime a UFC 131. Il 5 novembre 2011, nel primo main event della storia disputato sulla distanza delle cinque riprese, batte Chris Leben a UFC 138, disputatosi in Inghilterra, a Birmingham. La vittoria avviene alla fine del secondo round a causa dell'eccessivo sanguinamento di Leben dall'arcata sopraccigliare che gli rende impossibile vedere in maniera adeguata per proseguire il combattimento. Nei controlli antidoping a seguito del match Leben viene trovato positivo a due sostanze proibite venendo squalificato per un anno. A seguito della vittoria invece Mark inizia a chiedere a gran voce finalmente un match per la cintura dei pesi medi contro il leggendario Anderson Silva. L'UFC invece gli organizza un incontro contro Chael Sonnen il 28 gennaio 2012 a UFC on FOX 2, match che avrebbe determinato il prossimo sfidante alla cintura di Silva. Mark però si infortuna e viene sostituito da Michael Bisping.
Nel luglio 2012 Muñoz è protagonista del main match nell'evento UFC on Fuel TV: Muñoz vs. Weidman che lo vede contrapposto al giovane fuoriclasse Chris Weidman, al tempo ancora imbattuto e pluridecorato nella lotta libera: in un incontro che poteva valere la possibilità di sfidare il campione in carica Anderson Silva in caso di vittoria Muñoz perde malamente per KO, dimostrando anche di essere nettamente inferiore all'avversario nella lotta libera.
Torna a combattere un anno dopo nel luglio 2013 contro il numero 10 dei ranking ufficiali UFC Tim Boetsch, vincendo meritatamente ai punti grazie alla sua lotta e al suo ground and pound.
In ottobre avrebbe dovuto affrontare il numero 4 dei ranking Michael Bisping in Inghilterra, ma quest'ultimo diede forfait a causa di un infortunio e venne sostituito dall'ex campione dei pesi mediomassimi ed ex compagno d'allenamento Lyoto Machida, appena sceso di categoria di peso: Muñoz venne messo KO per mezzo di un calcio alla testa durante il primo round.
Nel maggio 2014 viene finalizzato durante il primo round anche dal talentuoso Gegard Mousasi, ex campione Strikeforce e Dream che sottomette il wrestler per mezzo di uno strangolamento; in seguito a tale sconfitta e allo scadere del suo contratto con l'UFC Muñoz venne estromesso dai top 15 della divisione, e successivamente firmò un nuovo contratto valido per quattro incontri venendo reintegrato nei ranking.
Nel febbraio 2015 avrebbe dovuto affrontare Caio Magalhães, ma pochi giorni dopo l'annuncio del match il brasiliano venne sostituito dal connazionale Roan Carneiro: Muñoz subì la terza sconfitta consecutiva per mezzo di una rapida sottomissione.
Ad aprile dello stesso anno affrontò l'inglese Luke Barnatt nelle Filippine. Munoz annunciò che sia in caso di vittoria e sia in caso di sconfitta, questo incontrò sarebbe stato l'ultimo della sua carriera. Dopo aver dominato l'intero incontro in piedi e a terra, ottenne la sua ultima vittoria per decisione unanime. A fine incontro, durante l'intervista, tenne un emozionante discorso dove ringraziò la gente del posto, la sua famiglia e anche la UFC; dopodiché lascio i propri guantini al centro dell'ottagono in segno del suo ritiro dalle arti marziali miste.

## Risultati nelle arti marziali miste
| Risultato | Record | Avversario     | Metodo                                   | Evento                             | Data              | Round | Tempo | Città                     | Note                                   |
| --------- | ------ | -------------- | ---------------------------------------- | ---------------------------------- | ----------------- | ----- | ----- | ------------------------- | -------------------------------------- |
| Vittoria  | 14-6   | Luke Barnatt   | Decisione (unanime)                      | UFC Fight Night: Edgar vs. Faber   | 16 maggio 2015    | 3     | 5:00  | Pasay, Filippine          | Annunciò il suo ritiro dopo l'incontro |
| Sconfitta | 13-6   | Roan Carneiro  | Sottomissione Tecnica (rear naked choke) | UFC 184: Rousey vs. Zingano        | 28 febbraio 2015  | 1     | 1:40  | Los Angeles, Stati Uniti  |                                        |
| Sconfitta | 13-5   | Gegard Mousasi | Sottomissione (rear naked choke)         | UFC Fight Night: Munoz vs. Mousasi | 31 maggio 2014    | 1     | 3:57  | Berlino, Germania         |                                        |
| Sconfitta | 13-4   | Lyoto Machida  | KO (calcio alla testa)                   | UFC Fight Night: Machida vs. Muñoz | 26 ottobre 2013   | 1     | 3:10  | Manchester, Regno Unito   |                                        |
| Vittoria  | 13-3   | Tim Boetsch    | Decisione (unanime)                      | UFC 162: Silva vs. Weidman         | 6 luglio 2013     | 3     | 5:00  | Las Vegas, Stati Uniti    |                                        |
| Sconfitta | 12-3   | Chris Weidman  | KO (gomitata e pugni)                    | UFC on Fuel TV: Muñoz vs. Weidman  | 11 luglio 2012    | 2     | 1:37  | San Jose, Stati Uniti     |                                        |
| Vittoria  | 12–2   | Chris Leben    | KO Tecnico (stop medico)                 | UFC 138: Leben vs. Muñoz           | 5 novembre 2011   | 2     | 5:00  | Birmingham, Regno Unito   |                                        |
| Vittoria  | 11–2   | Demian Maia    | Decisione (unanime)                      | UFC 131: Dos Santos vs. Carwin     | 11 giugno 2011    | 3     | 5:00  | Vancouver, Canada         |                                        |
| Vittoria  | 10–2   | C.B. Dollaway  | KO (pugni)                               | UFC Live: Sanchez vs. Kampmann     | 3 marzo 2011      | 1     | 0:54  | Louisville, Stati Uniti   |                                        |
| Vittoria  | 9–2    | Aaron Simpson  | Decisione (unanime)                      | UFC 123: Rampage vs. Machida       | 20 novembre 2010  | 3     | 5:00  | Auburn Hills, Stati Uniti |                                        |
| Sconfitta | 8–2    | Yushin Okami   | Decisione (non unanime)                  | UFC Live: Jones vs. Matyushenko    | 1º agosto 2010    | 3     | 5:00  | San Diego, Stati Uniti    |                                        |
| Vittoria  | 8–1    | Kendall Grove  | KO Tecnico (pugni)                       | UFC 112: Invincible                | 10 aprile 2010    | 2     | 2:50  | Abu Dhabi, EAU            |                                        |
| Vittoria  | 7–1    | Ryan Jensen    | Sottomissione (pugni)                    | UFC 108: Evans vs. Silva           | 2 gennaio 2010    | 1     | 2:30  | Las Vegas, Stati Uniti    |                                        |
| Vittoria  | 6–1    | Nick Catone    | Decisione (non unanime)                  | UFC 102: Couture vs. Nogueira      | 29 agosto 2009    | 3     | 5:00  | Portland, Stati Uniti     | Passa ai Pesi Medi                     |
| Sconfitta | 5–1    | Matt Hamill    | KO (calcio alla testa)                   | UFC 96: Jackson vs. Jardine        | 7 marzo 2009      | 1     | 3:53  | Columbus, Stati Uniti     | Debutto in UFC                         |
| Vittoria  | 5–0    | Ricardo Barros | KO Tecnico (pugni)                       | WEC 37: Torres vs. Tapia           | 3 dicembre 2008   | 1     | 2:26  | Las Vegas, Stati Uniti    |                                        |
| Vittoria  | 4–0    | Chuck Grigsby  | KO (pugni)                               | WEC 34: Faber vs. Pulver           | 1º giugno 2008    | 1     | 4:15  | Sacramento, Stati Uniti   | Debutto in WEC                         |
| Vittoria  | 3–0    | Tony Rubalcava | Decisione (unanime)                      | PFC 4: Project Complete            | 18 ottobre 2007   | 3     | 3:00  | Lemoore, Stati Uniti      |                                        |
| Vittoria  | 2–0    | Mike Pierce    | Decisione (unanime)                      | GC 69: Bad Intentions              | 22 settembre 2007 | 3     | 5:00  | Sacramento, Stati Uniti   |                                        |
| Vittoria  | 1–0    | Austin Achorn  | KO Tecnico (pugni)                       | PFC 3: Step Up                     | 19 luglio 2007    | 1     | 1:25  | Lemoore, Stati Uniti      |                                        |